# Марталођи (Арђеш)
Марталођи (рум. Martalogi) насеље је у Румунији у округу Арђеш у општини Харсешти. Oпштина се налази на надморској висини од 184 m.

## Становништво
Према подацима из 2002. године у насељу је живело 459 становника, од којих су сви румунске националности.